# Alfred Nentwich (Politiker)
Alfred Nentwich (* 10. November 1896 in Straßenau, Österreich-Ungarn; † 18. November 1964 in Hofheim in Unterfranken, Bayern) war ein tschechoslowakisch-deutscher Politiker (Sudetendeutsche Partei und Sozialdemokratische Partei Deutschlands). Er war 1935 Abgeordneter des Tschechoslowakischen Abgeordnetenhauses und kandidierte 1949 für die SPD bei der Bayerischen Landtagswahl in Bayern.

## Leben und Werk
Nentwich war der Sohn eines Kaufmanns. Er besuchte das Gymnasium und anschließend die Landwirtschaftsschule in Liebwerd, wo er den Abschluss als Diplom-Ingenieur erlangte. Danach ließ er sich als Großhändler in Tetschen nieder.
1935 trat er als Mitglied der Sudetendeutschen Partei (SdP) ein, für die er im gleichen Jahr in das Abgeordnetenhaus der Tschechoslowakei gewählt wurde. Bereits im Oktober 1935 legte er sein Mandat nieder, da er aus der SdP ausgeschlossen wurde. Für ihn rückte Erich Hirte in die Nationalversammlung ein.
Nach dem Zweiten Weltkrieg und der Vertreibung aus der Tschechoslowakei ließ er sich in Bayern nieder und trat der SPD bei. Danach lebte er in Hofheim in Unterfranken, wo er politisch aktiv war. 1949 kandidierte er für die sozialdemokratische SPD für den Bayerischen Landtag.